# Chukwuebuka Enekwechi
Chukwuebuka Cornnell Enekwechi (Queens, 28 gennaio 1993) è un pesista statunitense con cittadinanza nigeriana.
Ha vinto la medaglia d'oro nel getto del peso ai campionati africani di Asaba 2018, stabilendo il record dei campionati con la misura di 21,08 m, e ai Giochi panafricani di Rabat 2019

## Biografia
È nato a New York da genitori nigeriani, Christian e Christiana Enekwechi. Ha tre fratelli; anche suo fratello minore è un atleta.
Mentre gareggiava per la Purdue University, ha fatto il lancio del martello e il getto del peso. Nel 2016, ha concluso al secondo posto nei campionati NCAA nel getto del peso.
Il 2018 è stato un buon anno per Enekwechi: ai Giochi del Commonwealth a Gold Coast, Australia, ha vinto una medaglia d'argento dietro Tomas Walsh con un lancio di 21,14 m. Enekwechi ha poi vinto il titolo nel getto del peso ai campionati africani di Asaba nel corso dell'anno ed è stato selezionato per rappresentare l'Africa nella Coppa continentale.

## Palmarès
| Anno | Manifestazione          | Sede         | Evento         | Risultato | Prestazione | Note                                     |
| ---- | ----------------------- | ------------ | -------------- | --------- | ----------- | ---------------------------------------- |
| 2018 | Mondiali indoor         | Birmingham   | Getto del peso | 14º       | 19,78 m     |                                          |
| 2018 | Giochi del Commonwealth | Gold Coast   | Getto del peso | Argento   | 21,14 m     | Miglior prestazione personale            |
| 2018 | Campionati africani     | Asaba        | Getto del peso | Oro       | 21,08 m     | Record dei campionati                    |
| 2019 | Giochi panafricani      | Rabat        | Getto del peso | Oro       | 21,48 m     | Record dei Giochi                        |
| 2019 | Mondiali                | Doha         | Getto del peso | 8º        | 21,18 m     |                                          |
| 2021 | Giochi olimpici         | Tokyo        | Getto del peso | 12º       | 19,74 m     |                                          |
| 2022 | Campionati africani     | Saint Pierre | Getto del peso | Oro       | 21,20 m     |                                          |
| 2022 | Mondiali                | Eugene       | Getto del peso | 11º       | 20,65 m     |                                          |
| 2022 | Giochi del Commonwealth | Birmingham   | Getto del peso | 4º        | 20,36 m     |                                          |
| 2023 | Mondiali                | Budapest     | Getto del peso | 13º (q)   | 20,68 m     |                                          |
| 2024 | Mondiali indoor         | Glasgow      | Getto del peso | 6º        | 21,60 m     |                                          |
| 2024 | Giochi panafricani      | Accra        | Getto del peso | Oro       | 21,06 m     |                                          |
| 2024 | Campionati africani     | Douala       | Getto del peso | Oro       | 21,22 m     |                                          |
| 2024 | Giochi olimpici         | Parigi       | Getto del peso | 6º        | 21,42 m     |                                          |
| 2025 | Mondiali indoor         | Nanchino     | Getto del peso | 5º        | 21,25 m     | Miglior prestazione personale stagionale |

## Altre competizioni internazionali
2018
- 4º in Coppa continentale ( Ostrava), getto del peso - 20,82 m